# Elsa Almlöf
Elsa Almlöf, född 21 september 1885 i Adolf Fredriks församling i Stockholm, död 30 maj 1961 i Katarina församling i Stockholm, var en svensk skådespelare och sufflör.
Hon är begravd på Katarina kyrkogård i Stockholm.

## Filmografi
- 1938 – Vi som går scenvägen
- 1944 – Snöstormen
- 1946 – Iris och löjtnantshjärta
- 1951 – Leva på "Hoppet"

### Fotnoter
1. 1 2 3   Sveriges dödbok 1901–2009 Swedish death index 1901–2009 (Version 5.0). Solna: Sveriges Släktforskarförbund. 2010. Libris 11931231
2. ↑  Elsa Almlöf på Svensk Filmdatabas
3. ↑  FinnGraven